# Cecey Éva
Cecey Éva (Vicuska, Vica) a női főhőse Gárdonyi Géza 1899-től a Pesti Hírlapban folytatásokban megjelenő, majd 1901-ben könyvben is kiadott Egri csillagok című történelmi regényének. Nem valós történelmi személy: Bornemissza Gergely feleségei Fighedi Oláh Erzse és Sygher (Sigér) Dorottya voltak. Az Egri csillagokban a nála 2 évvel idősebb Gergellyel ismerhettük meg.

## Az Egri csillagokban
Cecey Péter, dunántúli nemes úr lánya. Apja a Dózsa György vezette parasztháború rokkantja volt. Vicuska apró gyermekkorától játszótársa volt a két évvel idősebb szegény árva fiúnak, Gergőnek, Bornemissza Gergelynek, s később jó ideig együtt is nevelkedtek. A fiú aztán Török Bálint apródja lett, Cecey Éva pedig gyönyörű lánnyá felnővén az özvegy Izabella királyné udvarába került. Itt szülei férjhez akarták adni Fürjes Ádám hadnagyhoz, de Gergely az esküvőről elrabolta, s ő boldogan ment vele. Rövidesen megesküdtek, ő férfinak öltözött, és nászút gyanánt ötödmagukkal megjárták Konstantinápolyt, hogy megkíséreljék a rab Török Bálintot kiszabadítani, de sok kaland árán maguk is épp hogy csak épségben hazajutottak.
Mikor 1552-ben férje a török ostromtól fenyegetett Egerbe ment, Éva asszony otthon maradt hatéves fiukkal, Jancsikával, de Jumurdzsák, a gyűrűjét hajszoló török dervis elrabolta a gyereket. Cecey Éva újra férfiruhát öltött, s kalandos földalatti úton bejutott az egri várba, mert tudta, hogy a török is az urát keresi. Dobó István kérésére eltitkolta ottlétét, nehogy az aggodalom elvonja Gergelyt a vár védelmétől. Az asszony éppen az ostrom legnehezebb napjait élte át, maga is harcolt a hős egri asszonyokkal a török elvonulásáig. Végül visszakapta gyermekét, és férjével is boldogan ölelkezhetett össze.
Amilyen eszményi dalia Gergely, éppolyan hibátlanul szép, szerelmes és hőslelkű leány, majd asszony Cecey Éva, a mesék és ifjúsági regények ideális hősnője.

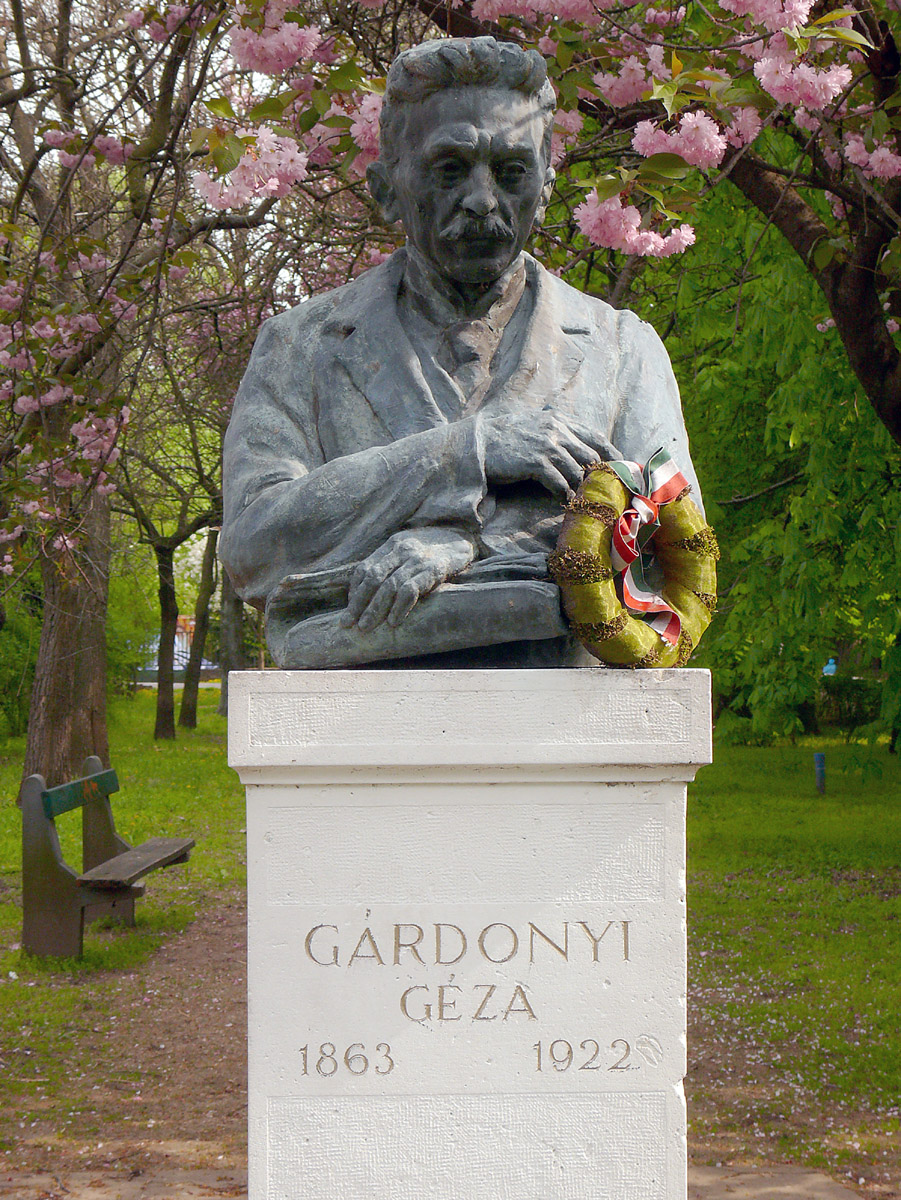
Gárdonyi Géza szobra, Gárdony-Agárd

## A valóságban
Fiktív személy, regényalak. Bornemissza Gergely gyermekkori társa, később a felesége. Bornemisszának a valóságban egyébként két felesége is volt, Fügedi Erzsébet és Sygher Dorottya, „az Én szerelmes feleségem, Dorkó asszon”, ahogyan egyik levelében írta. Cecey Éva viszont az írói fantázia szülötte.